# Draževo
Draževo (en serbe cyrillique : Дражево) est un village de Serbie situé dans la municipalité de Bela Palanka, district de Pirot. Au recensement de 2011, il comptait 18 habitants.

## Démographie
| 1948 | 1953 | 1961 | 1971 | 1981 | 1991 | 2002 | 2011 |
| ---- | ---- | ---- | ---- | ---- | ---- | ---- | ---- |
| 333  | 306  | 245  | 152  | 70   | 44   | 30   | 18   |

|  |